# Комоно (княжество)
Княжество Комоно (яп. 菰野藩 Комоно-хан) — феодальное княжество (хан) в Японии периода Эдо (1600—1871). Комоно-хан располагался в провинции Исэ (современная префектура Миэ) на острове Хонсю.

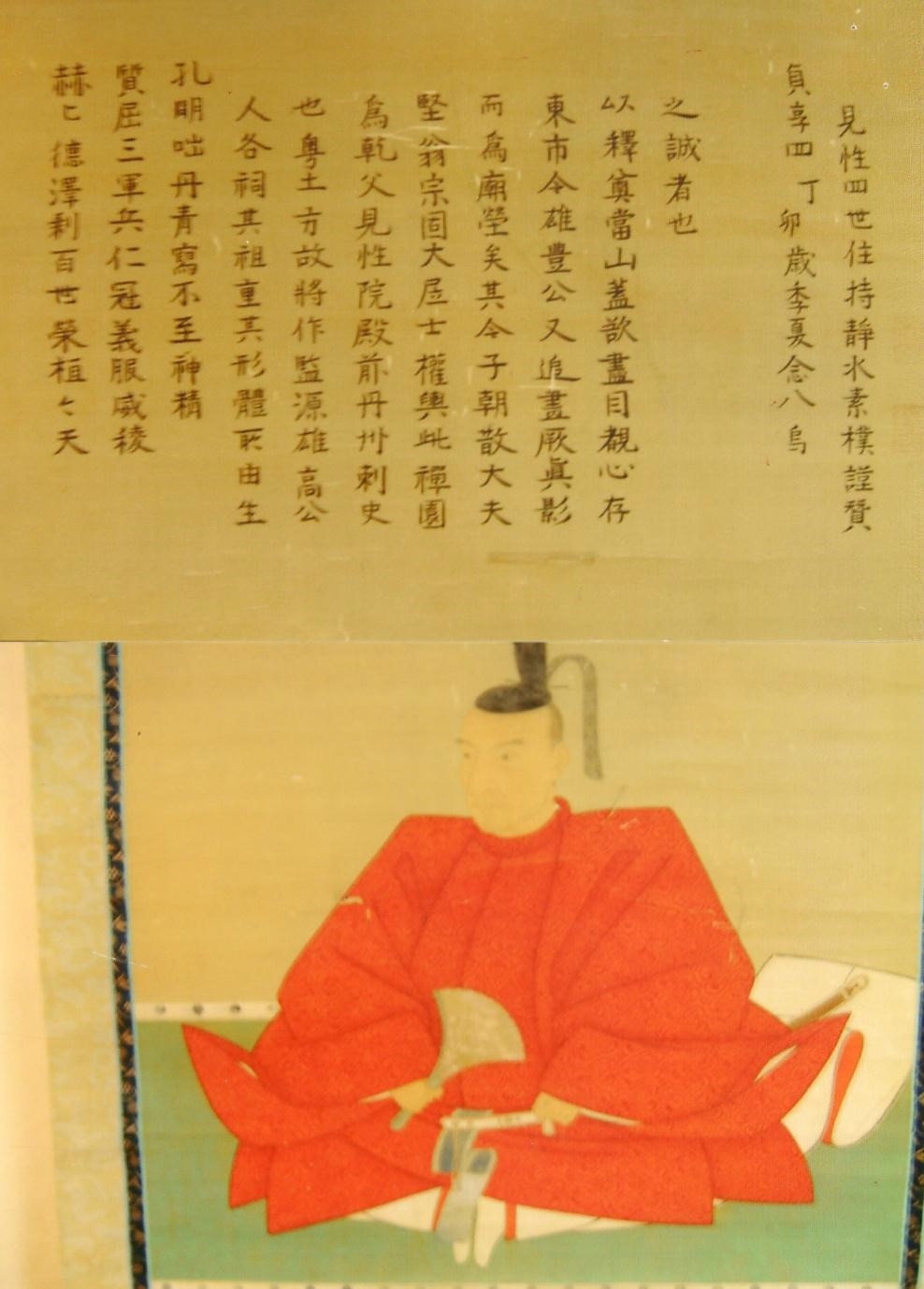
Хидзиката Кацуудзи (1583—1638), 1-й даймё Комоно-хана (1600—1635)

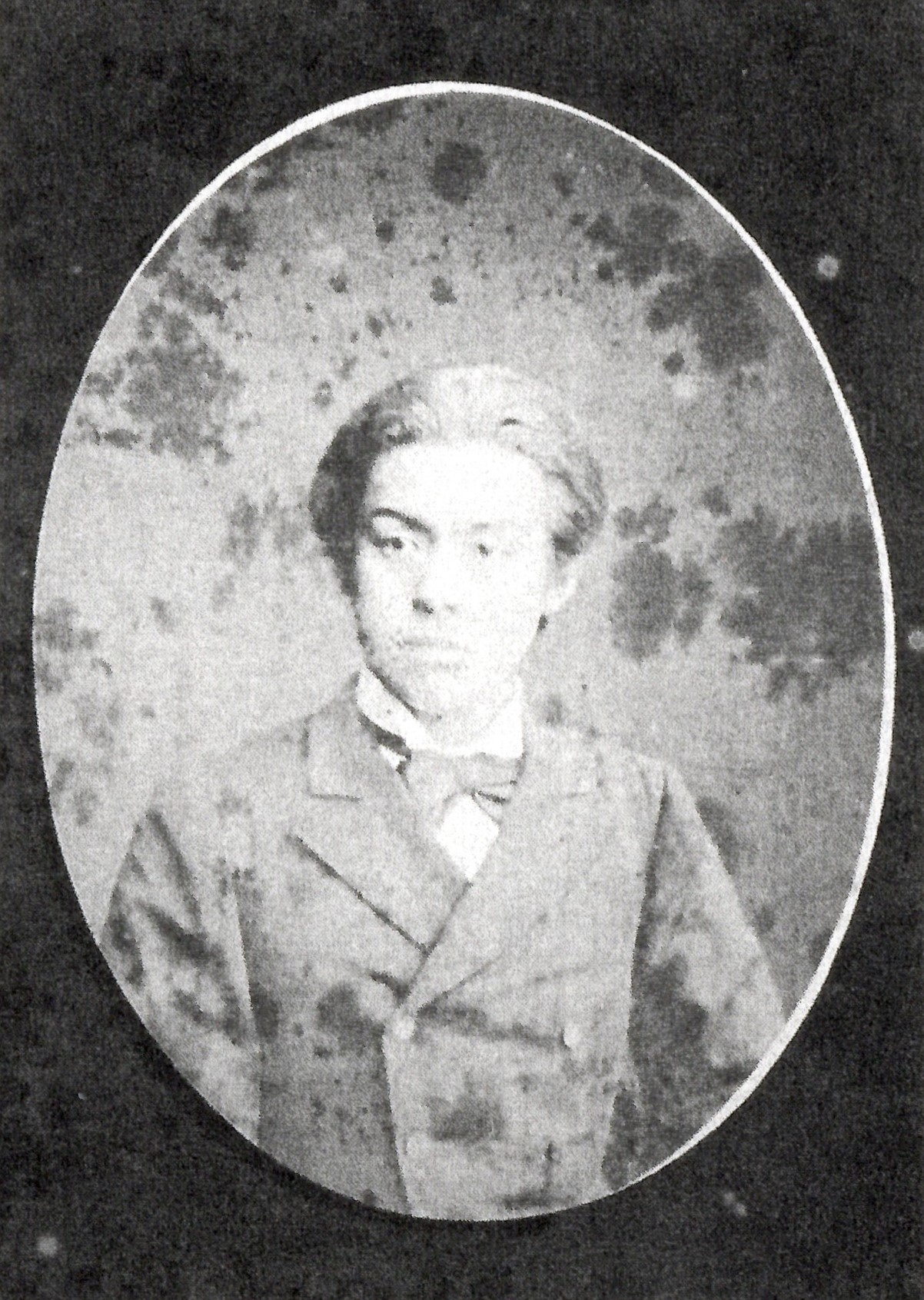
Хидзиката Кацуюки (1856—1931), последний (13-й) даймё Комоно-хана (1870—1871)

Административный центр хана: Замок Комоно в провинции Исэ (современный посёлок Комоно в префектуре Миэ). На всей протяжении истории княжество управлялось самурайским родом Хидзиката.

## Список даймё
- Род Хидзиката, 1600—1871, (тодзама, 12,000 коку)

1. Хидзиката Кацуудзи (土方雄氏; 1583—1638), даймё Комоно-хана (1600—1635), старший сын Хидзикаты Кацухисы (1553—1608), даймё Исидзаки-хана (1608) и Тако-хана (1608)
2. Хидзиката Кацутака (土方雄高; 1612—1651), даймё Комоно-хана (1635—1651), старший сын предыдущего
3. Хидзиката Кацутоё (土方雄豊; 1638—1705), даймё Комоно-хана (1652—1705), внук Хидзикаты Кацудзи
4. Хидзиката Кацуёси (土方豊義; 1689—1719), даймё Комоно-хана (1705—1719), старший сын предыдущего
5. Хидзиката Кацуфуса (土方雄房; 1711—1758), даймё Комоно-хана (1711—1758), старший сын предыдущего
6. Хидзиката Кацумаса (土方雄端; 1716—1758), даймё Комоно-хана (1750—1758), второй сын Хидзикаты Кацуёси, младший брат предыдущего
7. Хидзиката Кацунага (土方雄年; 1751—1795), даймё Комоно-хана (1758—1780), старший сын предыдущего
8. Хидзиката Кацусада (土方雄貞; 1762—1782), даймё Комоно-хана (1780—1782), сын Танумы Окицугу, приёмный сын предыдущего
9. Хидзиката Кацутанэ (土方義苗; 1778—1845), даймё Комоно-хана (1782—1835), приёмный сын предыдущего
10. Хидзиката Кацуоки (土方雄興; 1799—1838), даймё Комоно-хана (1835—1838), старший сын предыдущего
11. Хидзиката Кацуёси (土方雄嘉; 1829—1858), даймё Комоно-хана (1838—1858), старший сын предыдущего
12. Хидзиката Кацунага (土方雄永; 1851—1884), даймё Кономо-хана (1858—1870), старший сын предыдущего
13. Хидзиката Кацуюки (土方雄志; 1856—1931), даймё Комоно-хана (1870—1871), приёмный сын предыдущего.